# Trattato di Lucerna
Il trattato di Lucerna o pace di Lucerna, firmata nell'allora capitale elvetica tra il 3 e il 5 marzo del 1480, fu un trattato che mise fine allo scontro fra la Confederazione Elvetica ed il Ducato di Milano.

## Antefatti
Dopo oltre mezzo secolo di scorribande, e l’ottenimento di precisi diritti economici sulla Leventina, gli Svizzeri vollero approfittare del caos seguente all’assassinio del duca Galeazzo Maria Sforza per tradurre i loro privilegi in potere politico. Il Consiglio di reggenza del Ducato di Milano, dominato da logiche politiche piuttosto che militari da opporre alle trame e dei crescenti successi d’immagine di Ludovico il Moro, ordinò un improvvido attacco in pieno inverno che si tradusse nella disastrosa battaglia di Giornico, il primo successo svizzero sul campo di battaglia.

## Il trattato
Il trattato di pace fu firmato davanti alla Dieta federale un anno e mezzo dopo, e stabilì la cessione territoriale della Leventina, su cui erano già presenti pluridecennali diritti economici. Complici tali precedenti privilegi, e i connessi accordi concessi ai valligiani per attrarli al sostegno elvetico, la valle ottenne il diritto di essere soggetta unicamente al canton Uri, non dovendo nulla al patto confederale. Nasceva così il baliaggio di Leventina durato poi tre secoli, primo nucleo dei territori che confluiranno nel moderno Canton Ticino.